# Sangallaya (distrito)
O Distrito peruano de Sangallaya é um dos trinta e dois distritos que formam a Província de Huarochirí, situada no Departamento de Lima, pertencente a Região Lima, na zona central do Peru.

## Transporte
O distrito de Sangallaya é servido pela seguinte rodovia:
- PE-22A, que liga o distrito de Mala à cidade de Chicla
- LM-119, que liga o distrito à cidade de Santa Anita[1][2][3]